# Teorie 2. řádu

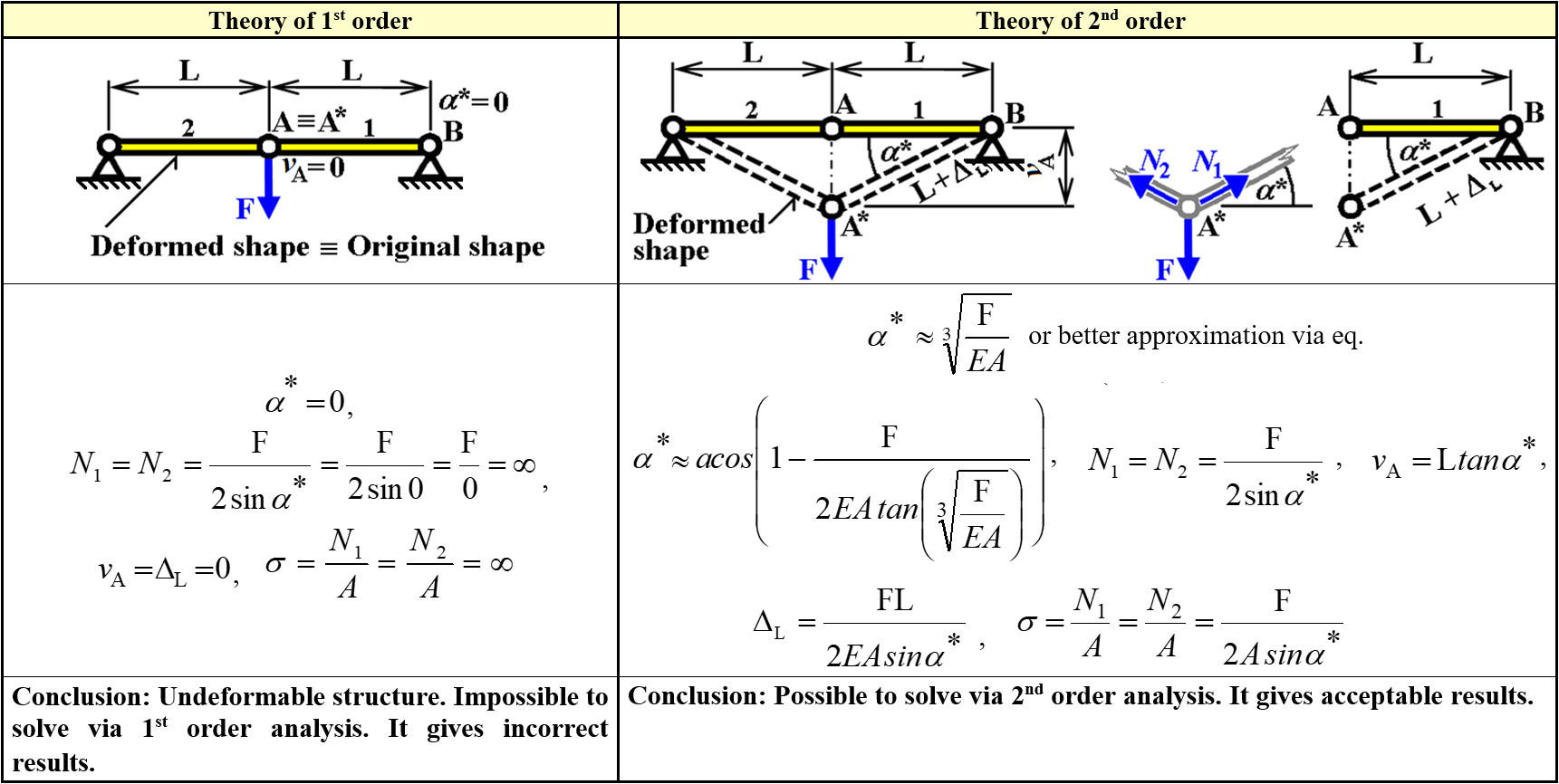
Primitivní prutová soustava - Výsledky malých deformací (teorie 1. a 2. řádu), kde F je vnější síla, jsou normálové síly v prutech, je napětí v prutech, je prodloužení prutů, je posunutí styčníku „A“, je plocha příčného průřezu prutu a je modul pružnosti materiálu. Převzato z. Z výsledků je patrné, že úlohu nelze řešit dle teorie 1. řádu.

Teorie 2. řádu je používaná v mechanice těles (statika, pružnost a pevnost) pro řešení úloh malých deformací. Je složitější, pracnější a přesnější než teorie 1. řádu, a v mnoha případech není její aplikace nutná. Aplikace analýzy dle teorie 1. a 2. řádu závisí na posouzení deformací zatížení konstrukce a/nebo jejich komponentů. Teorie 2. řádu má obecnější platnost a lze ji použít pro všechny úlohy malých deformací řešené dle teorie 1. řádu.

## Teorie druhého řádů u prutových/nosníkových soustav
V souladu s teorií 2. řádu (tj. pokročilejšího řešení než známé řešení teorie 1. řádu ze základních přednášek statiky),vnitřní statické účinky ve členech (prutech/nosnících) staticky určité konstrukce (např. prutové soustavy) mohou být stanoveny výpočtem z rovnic rovnováhy celé příhradové konstrukce a rovnováhy ve styčnících a rovnic deformačních podmínek.
V tomto případu, prvním krokem je sestavení rovnic vnějších reakcí celé příhradové konstrukce v deformovaném stavu. Pak části deformované příhradové konstrukce jsou myšlenými řezy v prutech izolované jako volná tělesa a rovnováhy ve styčnících jsou použity k určení hledaných neznámých normálových sil ve členech (tj. styčníková metoda). Nakonec je nutné sestavit rovnice deformačních podmínek (typ okrajové podmínky mechaniky). Konečný počet rovnic musí být stejný jako počet hledaných neznámých.

## Zobecnění na obecné úlohy
Jestliže efekt deformací zatížené konstrukce není zanedbatelný vzhledem k rovnováze vnějších a vnitřních sil, pak musí být použita teorie 2. řádu. Přesnější teorie 2. řádu může být vždy použita pro úlohy teorie 1. řádu, avšak v mnoha případech je to zbytečné a výpočetně náročnější (vnikají soustavy nelineárních rovnic a navíc se musí sestavit deformační podmínky).

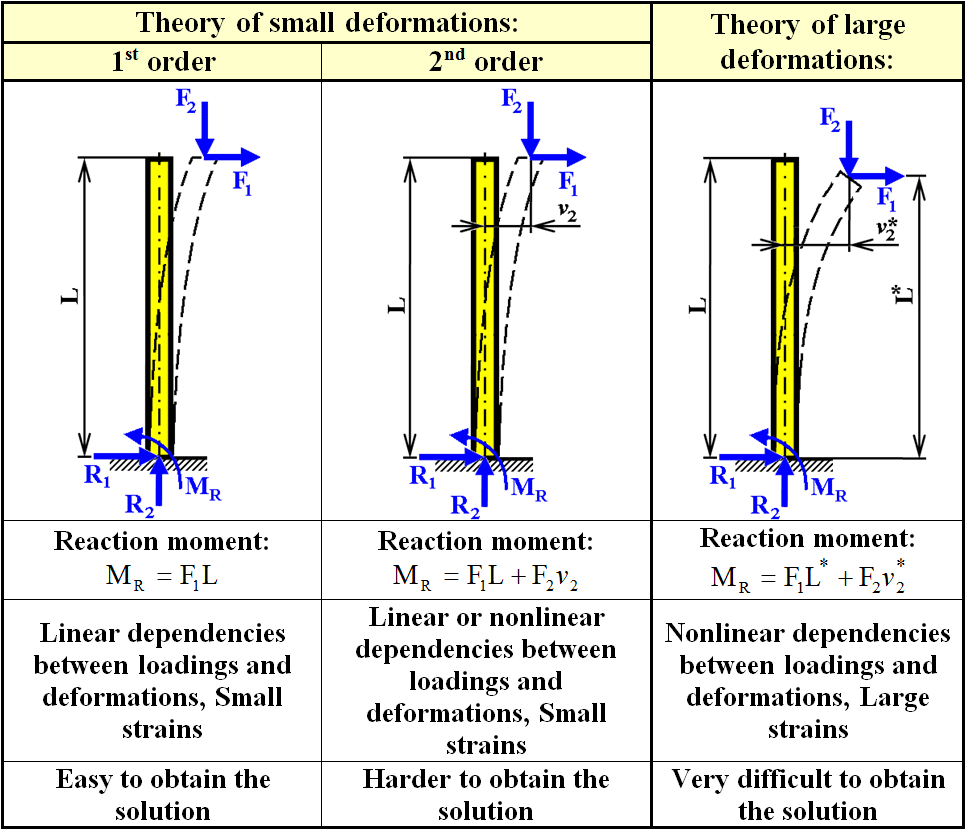
Nosník/prut vystavený kombinovanému zatížení – Teorie malých deformací (teorie 1. a 2. řádu) a teorie velkých deformací. Převzato z

## Oblast použití

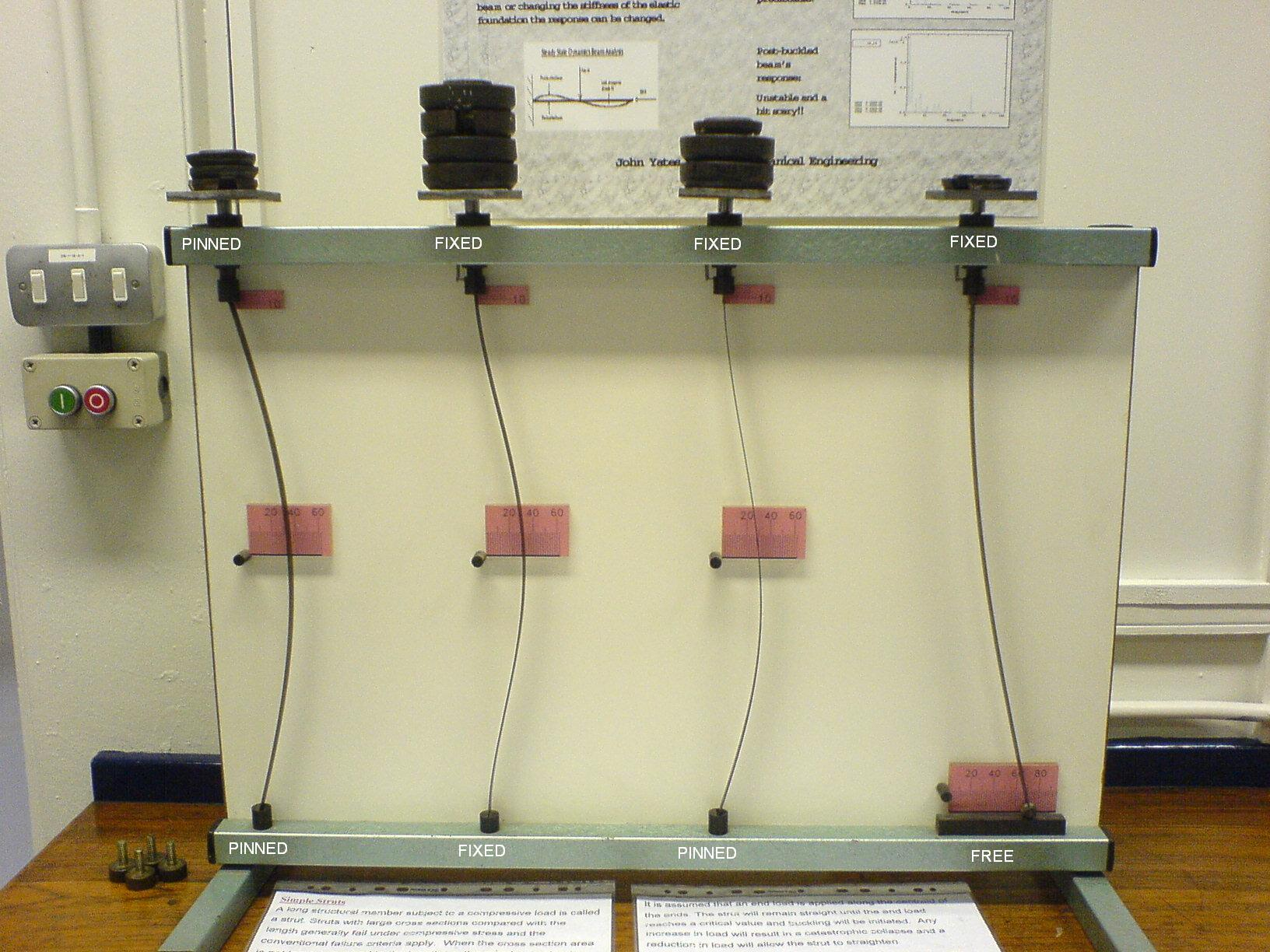
Vzpěr (ztráta stability tvaru)

Nejčastější úlohou teorie 2. řádu jsou úlohy vzpěru (ztráty stability tvaru konstrukcí).
Teorii 2. řádu lze použít i pro úlohy teorie 1. řádu. Jestliže však teorie malých deformací (tj. teorie 1. a 2. řádu) nevyhovují, pak je nutné použít složitější teorii velkých deformací. Některé úlohy tedy nelze řešit dle teorie 1. řádu.